# Pulau Banggi
Banggi (malaiisch: Pulau Banggi, manchmal auch Bangi) ist eine zum malaysischen Bundesstaat Sabah gehörende Insel vor der Nordspitze Borneos. Die Insel gehört verwaltungstechnisch zum Distrikt Kudat der Kudat Division.
Banggi hat eine Fläche von 441 km² und etwa 20.000 Einwohner, die höchste Erhebung misst 529 m. An der Südspitze der Insel befindet sich die kleine Stadt Karakit mit Gesundheitszentrum, Moschee und einem Büro der Forstverwaltung. Ungefähr 24 ha der Insel wurden 1984 zum Schutzgebiet erklärt (Class V I Virgin Jungle Reserve, VJR).
Im Südosten liegt eine Vielzahl weiterer Inselchen. 5 km im Westen liegt Pulau Balambangan, 15 km im Südosten Pulau Malawali.
Banggi liegt am Übergang vom westlich von ihr gelegenen Südchinesischen Meer zur Sulusee im Osten und wird im Norden durch die beide Meere verbindenden Balabacstraße von der philippinischen Insel Balabac getrennt.
Ein Stück Felsen, die unbewohnte kleine „Guhuan-Nord“-Insel, ca. 2,5 km nördlich vor Banggi, bildet den nördlichsten Landpunkt Malaysias.